# Superliga hiszpańska w hokeju na lodzie
Superliga hiszpańska w hokeju na lodzie – najwyższy poziom ligowy rozgrywek hokeja na lodzie w Hiszpanii.

## Edycje
Od początku rozgrywek (1972/1973) w pierwszych latach rozgrywano z reguły tylko sezon zasadniczy. W sezonie 1977/1978 oraz od sezonu 1981/1982 do sezonu 1984/1985 rozgrywano sezon zasadniczy i następnie rundę mistrzowską. W sezonie 1985/1986 rozegrano sezon zasadniczy, rundę mistrzowską oraz finał. W edycjach 1986/1987 i 1987/1988 rozgrywek seniorskich nie rozegrano – w pierwszym przypadku odbyły się mistrzostwa do lat 20, a w drugim do lat 21.
Od sezonu 1988/1989 do 1993/1994 włącznie mistrzostwa składały się tylko z sezonu regularnego (wyjątkiem był sezon 1989/1990, gdy po sezonie zasadniczym rozegrano rundę mistrzowską). Od edycji 1994/1995 prócz sezonu regularnego rozgrywano fazę play-off. W tymże sezonie rozegrano jednorazowo rywalizację o trzecie miejsce. W poniższych zestawieniu brązowy medal przyznano tej drużynie spośród wyeliminowanych w półfinale, która wcześniej zajęła wyższe miejsce w sezonie zasadniczym.
W sezonach 2007/2008 i 2008/2009 w rozgrywkach uczestniczyła ekipa francuskiego klubu Anglet Hormadi Élite. W pierwszych z tych edycji francuska drużyna dotarła do finału ulegając CG Puigcerdà. Poniższa tabela medalowa w przypadku tego sezonu uwzględnia medale dla zespołów hiszpańskich pomijając ww. klub z Francji. W drugiej edycji drużyna z Anglet wystąpiła jedynie w sezonie zasadniczym
| Rok       | I miejsce             | II miejsce            | III miejsce           | Sezon zasadniczy |
| --------- | --------------------- | --------------------- | --------------------- | ---------------- |
| 1972/1973 | Real Sociedad         | CH Madrid             | FC Barcelona          |                  |
| 1973/1974 | Real Sociedad         | FC Barcelona          | CH Madrid             |                  |
| 1974/1975 | Real Sociedad         | FC Barcelona          | CHH Txuri Urdin       |                  |
| 1975/1976 | CHH Txuri Urdin       | FC Barcelona          | CH Casco Viejo Bilbao |                  |
| 1976/1977 | CH Casco Viejo Bilbao | FC Barcelona          | CHH Txuri Urdin       |                  |
| 1977/1978 | CH Casco Viejo Bilbao | FC Barcelona          | CHH Txuri Urdin       | FC Barcelona     |
| 1978/1979 | CH Casco Viejo Bilbao | CHH Txuri Urdin       | FC Barcelona          |                  |
| 1979/1980 | CHH Txuri Urdin       | CH Casco Viejo Bilbao | FC Barcelona          |                  |
| 1980/1981 | CH Casco Viejo Bilbao | FC Barcelona          | CHH Txuri Urdin       |                  |
| 1981/1982 | CH Vizcaya Bilbao     | FC Barcelona          | CH Jaca               |                  |
| 1982/1983 | CH Vizcaya Bilbao     | CH Jaca               | CG Puigcerdà          | CH Jaca          |
| 1983/1984 | CH Jaca               | CG Puigcerdà          | CH Vizcaya Bilbao     | CH Jaca          |
| 1984/1985 | CHH Txuri Urdin       | CH Jaca               | CG Puigcerdà          | CH Jaca          |
| 1985/1986 | CG Puigcerdà          | CH Jaca               | CHH Txuri Urdin       | CG Puigcerdà     |
| 1986/1987 | FC Barcelona          |                       |                       |                  |
| 1987/1988 | FC Barcelona          |                       |                       |                  |
| 1988/1989 | CG Puigcerdà          | CH Jaca               | CHH Txuri Urdin       |                  |
| 1989/1990 | CHH Txuri Urdin       | CH Jaca               | CG Puigcerdà          | CG Puigcerdà     |
| 1990/1991 | CH Jaca               | CHH Txuri Urdin       | CG Puigcerdà          |                  |
| 1991/1992 | CHH Txuri Urdin       | CH Jaca               | FC Barcelona          |                  |
| 1992/1993 | CHH Txuri Urdin       | CH Jaca               | CG Puigcerdà          |                  |
| 1993/1994 | CH Jaca               | CHH Txuri Urdin       | CG Puigcerdà          |                  |
| 1994/1995 | CHH Txuri Urdin       | CH Jaca               | CG Puigcerdà          | CHH Txuri Urdin  |
| 1995/1996 | CH Jaca               | FC Barcelona          | CHH Txuri Urdin       | CHH Txuri Urdin  |
| 1996/1997 | FC Barcelona          | CH Jaca               | CG Puigcerdà          | CH Jaca          |
| 1997/1998 | CH Majadahonda        | CG Puigcerdà          | CH Jaca               | CH Jaca          |
| 1998/1999 | CHH Txuri Urdin       | CG Puigcerdà          | FC Barcelona          | FC Barcelona     |
| 1999/2000 | CHH Txuri Urdin       | CH Jaca               | CG Puigcerdà          | CH Jaca          |
| 2000/2001 | CH Jaca               | CG Puigcerdà          | CH Gasteiz            | CH Jaca          |
| 2001/2002 | FC Barcelona          | CH Jaca               | CG Puigcerdà          | CH Jaca          |
| 2002/2003 | CH Jaca               | FC Barcelona          | CH Madrid             | CH Jaca          |
| 2003/2004 | CH Jaca               | CG Puigcerdà          | CH Gasteiz            | CH Jaca          |
| 2004/2005 | CH Jaca               | CHH Txuri Urdin       | CG Puigcerdà          | CH Jaca          |
| 2005/2006 | CG Puigcerdà          | CH Jaca               | FC Barcelona          | CH Jaca          |
| 2006/2007 | CG Puigcerdà          | CH Jaca               | CHH Txuri Urdin       | CG Puigcerdà     |
| 2007/2008 | CG Puigcerdà          | FC Barcelona          | CH Gasteiz            | CG Puigcerdà     |
| 2008/2009 | FC Barcelona          | CG Puigcerdà          | CH Jaca               | FC Barcelona     |
| 2009/2010 | CH Jaca               | CG Puigcerdà          | CHH Txuri Urdin       | CG Puigcerdà     |
| 2010/2011 | CH Jaca               | FC Barcelona          | CG Puigcerdà          | CH Jaca          |
| 2011/2012 | CH Jaca               | CG Puigcerdà          | FC Barcelona          | CH Jaca          |
| 2012/2013 | CH Gasteiz            | CG Puigcerdà          | CH Jaca               | CH Gasteiz       |
| 2013/2014 | CH Gasteiz            | CG Puigcerdà          | CHH Txuri Urdin       | CH Gasteiz       |
| 2014/2015 | CH Jaca               | CG Puigcerdà          | CHH Txuri Urdin       | CH Jaca          |
| 2015/2016 | CH Jaca               | CHH Txuri Urdin       | FC Barcelona          | CHH Txuri Urdin  |
| 2016/2017 | CHH Txuri Urdin       | CH Jaca               | FC Barcelona          | CHH Txuri Urdin  |
| 2017/2018 | CHH Txuri Urdin       | CH Jaca               | FC Barcelona          | CHH Txuri Urdin  |
| 2018/2019 | CHH Txuri Urdin       | CG Puigcerdà          | FC Barcelona          | CHH Txuri Urdin  |
| 2019/2020 | CG Puigcerdà          | FC Barcelona          | CHH Txuri Urdin       | FC Barcelona     |
| 2020/2021 | FC Barcelona          | CG Puigcerdà          | CHH Txuri Urdin       |                  |
| 2021/2022 | FC Barcelona          | CG Puigcerdà          | CH Jaca               | CG Puigcerdà     |

## Liczba tytułów
| Klub                               | Liczba | Lata zdobycia mistrzostwa                                                    |
| ---------------------------------- | ------ | ---------------------------------------------------------------------------- |
| CH Jaca                            | 13     | 1984, 1991, 1994, 1996, 2001, 2003, 2004, 2005, 2010, 2011, 2012, 2015, 2016 |
| CHH Txuri Urdin                    | 12     | 1976, 1980, 1985, 1990, 1992, 1993, 1995, 1999, 2000, 2017, 2018, 2019       |
| FC Barcelona                       | 7      | 1987, 1988, 1997, 2002, 2009, 2021, 2022                                     |
| CH Casco Viejo Bilbao (CH Vizcaya) | 6      | 1977, 1978, 1979, 1981, 1982, 1983                                           |
| CG Puigcerdà                       | 5      | 1986, 1989, 2006, 2007, 2008, 2020                                           |
| Real Sociedad                      | 3      | 1973, 1974, 1975                                                             |
| CH Gasteiz                         | 2      | 2013, 2014                                                                   |
| Majadahonda HC                     | 1      | 1998                                                                         |